# Bahnhof Winterthur Grüze
Der Bahnhof Winterthur Grüze (452 m ü. M.) ist ein Winterthurer Bahnhof in der Industriezone Grüze im Stadtteil Oberwinterthur. Er ist als Trennungsbahnhof gebaut und ist der grösste Güterumschlagplatz in Winterthur. Die Perrondächer des Bahnhofs stehen unter Denkmalschutz und sind einzigartig in der Schweiz.
Der Bahnhof besitzt im Moment keinen direkten Anschluss an das Stadtbusnetz. Eine entsprechende Erschliessung befindet sich in Planung.

## Geschichte

Luftbild von Walter Mittelholzer (1932)

Der Bahnhof wurde im Jahr 1855 erbaut, und erstmals am 14. Oktober des gleichen Jahres fahrplanmässig von der Sankt Gallisch-Appenzellischen Eisenbahn für die Strecke Winterthur-Wil benutzt. Im Jahr 1875 wurde die Tösstalbahn (TTB) eröffnet, die vorerst ebenfalls am Bahnhof Grüze endete. Dies war machtpolitischen Spielereien zu verdanken, denn die damals staatlich geförderte TTB war der Schweizerischen Nordostbahn von Alfred Escher und der mehrheitlich vom Bankhaus Rothschild finanzierten Vereinigten Schweizerbahn ein Dorn im Auge. 1875 konnte man sich schliesslich auf Rechtswegen das Mitbenutzungsrecht des Bahngleises der VSB erkämpfen, wurde jedoch dann im Hauptbahnhof Winterthur wieder an dessen Mitbenutzung behindert. Erst durch einen Bundesratsbeschluss durfte man gegen eine jährliche Gebühr von 30'000 Fr. in den Hauptbahnhof einfahren. Weil der Bahnhof Winterthur-Grüze so lange der Endbahnhof der TTB war, entstanden dort umfangreiche Gleisanlagen.
Im Umfeld des Bahnhofs Grüze entstand nach dem Anschluss der Tösstalbahn eine Vielzahl von Industriebetrieben, der Bahnhof wurde in der Folge auch als Güterbahnhof benutzt. Dazu zählten unter anderem die Schweizerische Nagelfabrik, eine Stearinfabrik, die Metallbauwerke Geilinger oder ein Petroleum-Lager. Heute ist die Grüze vor allem noch für die nahe gelegene Kehrichtverwertungsanlage als Güterbahnhof von Bedeutung.
1882 baute die Tösstalbahn schliesslich ein eigenes Gleis bis zum Winterthurer Hauptbahnhof. Die Strecke von Winterthur HB – Räterschen (der nächsten Station in Richtung Wil – St. Gallen), sowie die Strecke ins Tösstal (Winterthur HB – Winterthur-Grüze – Winterthur-Seen und weiter) waren so aber immer noch getrennt, es gab keine Verbindung zwischen den Gleisen.
Von den VSB kam 1898 die Initiative, den Bahnhof Grüze gemeinsam mit der TTB zu betreiben. Zu diesem Zweck wurde die Gleisanlage wieder vereinfacht und durch die VSB ein neues Wartehäuschen gebaut, das auch heute noch besteht. Im Jahr 1902 wurde die VSB verstaatlicht, 1918 geschah dasselbe mit der TTB. Die Bahnstrecke Winterthur–Wil wurde 1926/27 elektrifiziert, gleichzeitig erhielt das TTB-Empfangsgebäude einen Stellwerkanbau. Nördlich des Bahnhofs entstand das Unterwerk der SBB.

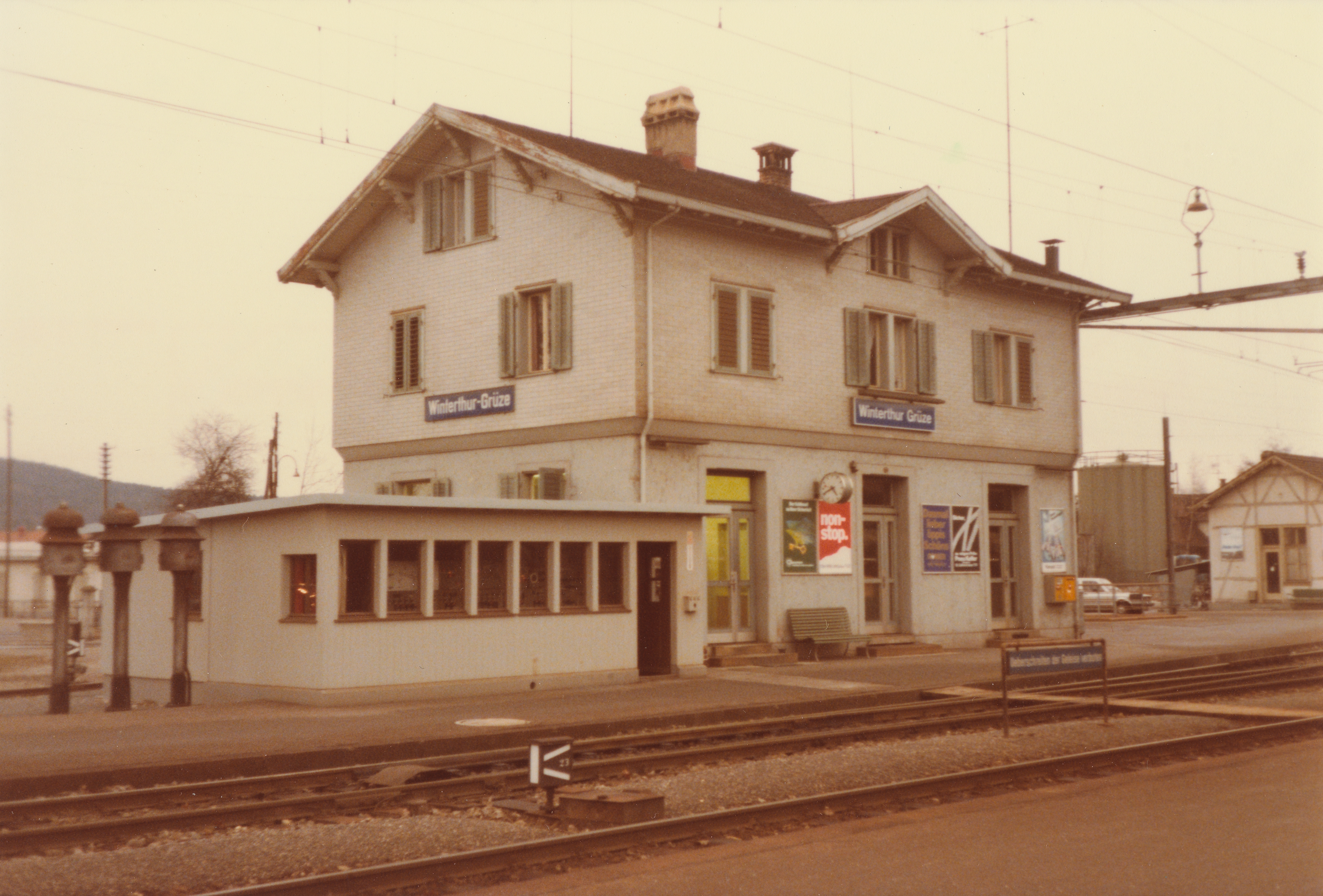
Bahnhofsgebäude (1980)

1949 bis 1953 wurde der Abschnitt Grüze–Räterschen zur Doppelspur ausgebaut, womit neu die ganze Strecke nach St. Gallen doppelspurig war. Auch im Bahnhof wurde die Gleisanlage nochmals verändert, unter anderem wurden die Gleise nach Winterthur mit Weichen verbunden, und 1953 wurde ein neues elektrischen Schalter(stell)werk in Betrieb genommen.
Seit der Einführung der S-Bahn Zürich 1990 hält stündlich je eine S-Bahn Richtung Seen und Richtung Winterthur–Zürich im Bahnhof Grüze. Seit November 2002 ist der Bahnhof Grüze ein Selbstbedienungsbahnhof und das automatisierte Stellwerk wird ferngesteuert. Mit dem Fahrplanwechsel im Dezember 2018 kam eine weitere stündliche S-Bahn-Direktverbindung von Zürich nach Wil hinzu.
2023 hat die Stadt Winterthur eine Brücke, einen Platz und eine Strasse im Umfeld des Bahnhofs nach Winterthurer Persönlichkeiten benannt: die Leonie-Moser-Brücke nach Leonie Moser, den Heidi-Bucher-Platz nach Heidi Bucher und die Katharina-Hardy-Strasse nach Katharina Hardy.

## Architektur

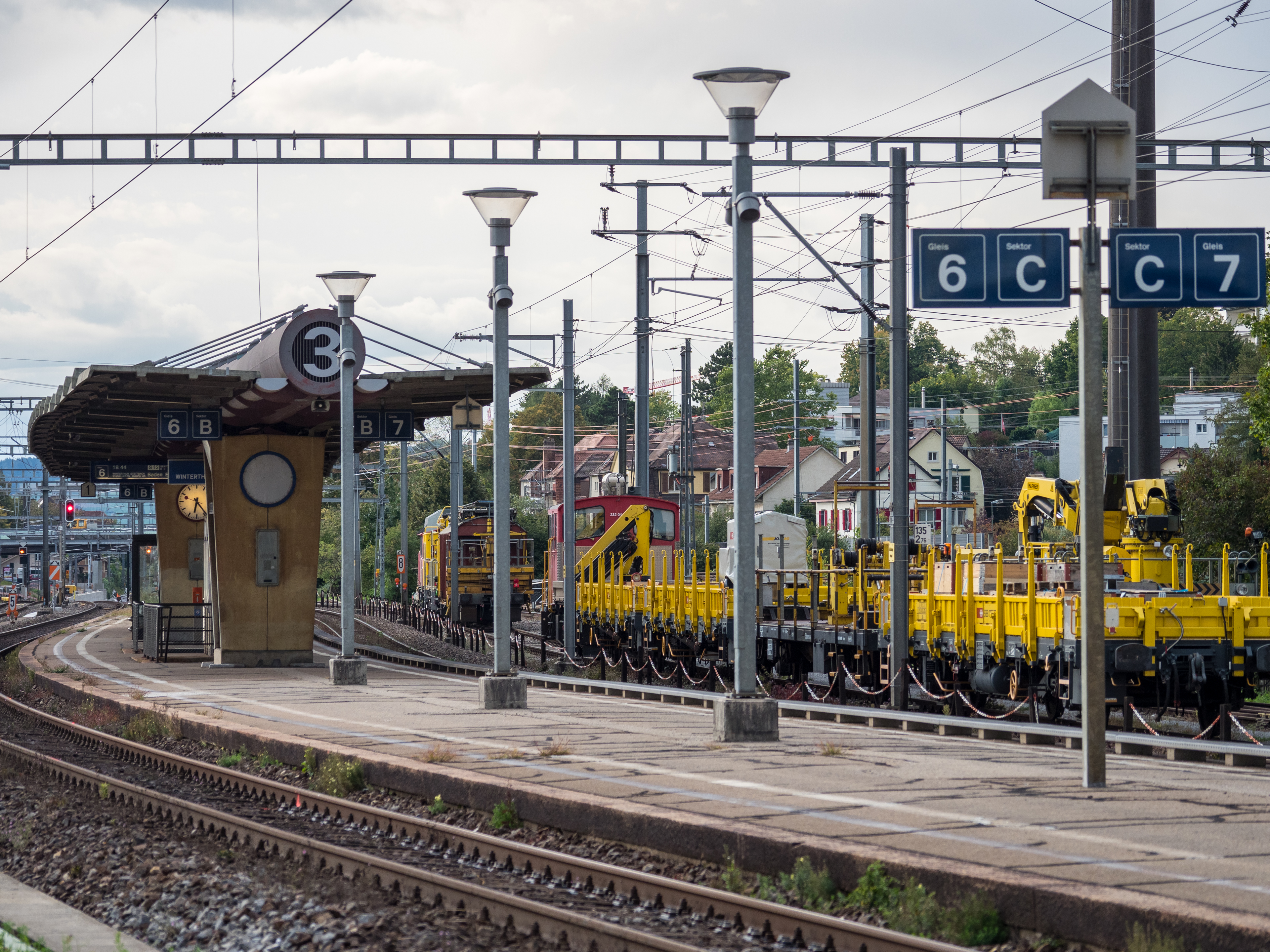
Perrondach (2019)

Der Bahnhof ist seit dem Bau der Tösstalbahn ein Trennungsbahnhof und bildet die Abzweigung der vom Hauptbahnhof kommenden Linien nach Wil und in das Tösstal. Die Gleise 4–7 sind hierbei mit Bahnsteigen versehen, je zwei Gleise in jede Richtung. Die übrigen bahnsteiglosen Gleise befinden sich bis auf ein Abstellgleis auf der Seite der Tösstallinie und werden für den Güterverkehr genutzt. Da der Bahnhof inmitten des gleichnamigen Industriegebietes liegt, wurde früher an diesem Bahnhof viel Güterumschlag betrieben. Auch heute noch ist der Bahnhof einer der Hauptgüterumschlagsplätze der SBB im Kanton Zürich.
Die 1955 gebauten Perrondächer des Bahnhofs sind in der Schweiz ein Unikat und stehen unter Denkmalschutz. Sie wurden vom SBB-Architekten Hans Hilfiker, der auch die berühmte Schweizer Bahnhofsuhr gestaltete, 1952 bis 1955 als Prototyp für neue Perrondächer entwickelt. Besonderheit dieser Dächer ist das zentrale Tragrohr mit Plattform-Nummern an seinen Stirnseiten, aus dem die Dächer nach beiden Seiten auskragen. Die neuen Dächer wurden jedoch nie in Serie produziert und so blieb der Bahnhof Grüze der einzige Bahnhof dieser Art in der Schweiz. Dass das Dach nie in Serienproduktion ging, war auch überschrittenen Baukosten zu verdanken.
Das Bahnhofsgebäude befindet sich südwestlich aller Streckengleise.

## Ausbaupläne
In den nächsten Jahren sind am Bahnhof Grüze einige Neuerungen geplant.

### Buserschliessung / Querung Grüze (Leonie-Moser-Brücke)
Der Bahnhof Grüze ist für die Erschliessung des Stadtentwicklungsgebiets Neuhegi von zentraler Bedeutung. In dessen Rahmen sind auch beim Bahnhof Grüze Verbesserungen vorgesehen. Zu diesem Zweck wird der Bau einer Busbrücke über den Bahnhof geplant, mit einer Haltestelle direkt über den Gleisen, so sollen Fahrgäste direkt von den Perrons zur Bushaltestelle gelangen. Die Brücke wurde 2023 nach Leonie Moser benannt. Ebenfalls im Rahmen der Aufwertung des Bahnhofs ist eine neue Velounterführung geplant. Bei der Umsetzung dieser Ausbaupläne für das Stadtentwicklungsgebiet und dem Ausbau des S-Bahn-Angebots mit der 4. Teilergänzung der S-Bahn Zürich erwartet der Stadtrat eine Vervielfachung der Passagiere in zehn bis zwanzig Jahren auf 10'000–15'000 Bahnreisende.

### Grüze-Nord
In einer Studie zur Bahnentwicklung in Winterthur aus dem Jahr 2013 in Winterthur sowie in einem Postulat im Grossen Gemeinderat war auch schon von einem Bahnhof Grüze-Nord die Rede. Dazu würde ein Perron an der Bahnstrecke zum Bahnhof Oberwinterthur und Richtung Thurgau errichtet. Momentan wurden diese Pläne aufgrund der Kapazitäten auf der Strecke zwischen Winterthur und Weinfelden auf später verschoben.
Im Mai 2019 gibt es erneute Bemühungen, die Haltestelle Grüze Nord in den nächsten Ausbauschritt im Jahr 2035 aufzunehmen.

## Zugverkehr

### S-Bahnlinien
Der Bahnhof wird von 4 Linien der S-Bahn Zürich bedient.
- S 11 Aarau – Lenzburg – Dietikon – Zürich HB – Stettbach – Winterthur – Seuzach/Sennhof-Kyburg (– Wila)  (nur jede Stunde; halbstündlich versetzt von Winterthur nach Seuzach)
- S 12 Brugg – Altstetten – Zürich HB – Stettbach – Winterthur – Schaffhausen/Wil  (nur jede Stunde; halbstündlich versetzt von Winterthur nach Schaffhausen)
- S 26 Winterthur – Bauma – Rüti ZH
- S 35 Winterthur – Wil

### Nachtzüge
Ein Nachtzug in Richtung Wil von Thurbo hält beim Bahnhof. Das Tösstal wird vom Winterthurer Hauptbahnhof her mit Nachtbussen bedient und besitzt daher keinen Nachtzug.
- SN21 Winterthur – Wil – St. Gallen

## Sicherungsanlage
Die anfänglich handbedienten Weichen wurden Anfang des 20. Jahrhunderts durch ein mechanisches Stellwerk ersetzt.
Dieses wurde 1953 durch ein Integra-Schalterwerk abgelöst. Die neue Stellwerkanlage war eines der grössten Schalterstellwerke der Schweiz, das Stellwerk wurde aus drei Anlagen zusammengestellt. Für die Züge wurden Fahrstrassen eingestellt, für die Rangierfahrten wurden die Weichen und Signale von Hand gestellt.
Die beiden Barrierrenanlagen (Richtung Wil – St. Gallen, und Richtung Winterthur Seen – Bauma) sind Handbetrieben worden. Am Anfang waren Barrierenwärter an der Arbeit, später wurden die Anlagen ins Stellwerk integriert (wobei man immer noch den öffnen- oder schliessbefehl geben musste).
Im Bereich der Industrie- und Gütergleise werden die Weichen vor Ort und von Hand gestellt. Am 17. November 2002 wurde das elektronische Stellwerk vom Typ ELEKTRA der Firma Alcatel in Betrieb genommen.